# Edward Lhuyd

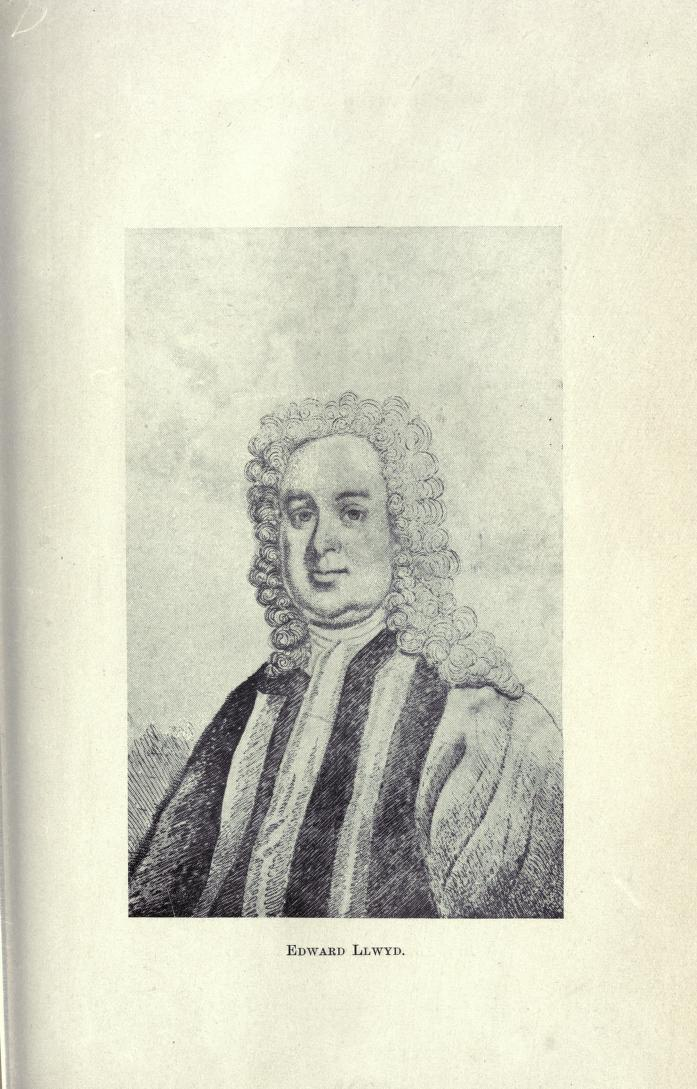

Edward Lhuyd (in walisischer Standardorthographie: Llwyd, * 1660 in Loppington, Shropshire; † 30. Juli 1709 in Oxford) war ein walisischer Natur- und Geisteswissenschaftler.

## Leben
Nachdem er sein Studium in Oxford 1682 abgebrochen hatte, wurde er 1690 zum Kurator des dortigen Ashmolean Museum berufen, was er bis zu seinem Tod blieb. Ab 1697 unternahm er Studienreisen in die keltischsprachigen Länder Schottland, Irland, Wales, Cornwall und die Bretagne. 1699 publizierte er mit der finanziellen Unterstützung Isaac Newtons die Lithophylacii Britannici Ichnographia, in der er Fossilfunde aus England katalogisierte. 1701 wurde ihm von der Universität Oxford der Titel eines MA honoris causa verliehen.
Ergebnisse seiner keltologischen Forschungsreisen, darunter die einzige zeitgenössische wissenschaftliche Beschreibung der Grammatik und Phonologie des damals noch nicht ausgestorbenen Kornischen, veröffentlichte er 1707 im ersten Band seiner Archaeologia Britannica. Für seine Beschreibungen der keltischen Sprachen entwickelte er eine eigene Lautschrift, in der er unter anderem das kornische Märchen Dzhûan Tshei an Hɐr aufzeichnete. Bevor er die geplanten weiteren Bände fertigstellen konnte, starb er 1709 an einer Brustfellentzündung.
1699 beschrieb er in den Philosophical Transactions der Royal Society als erstes Trilobiten (Ogygiocarella debuchii aus dem Ordovizium in Llandeilo in Wales), die er allerdings noch für eine Art Plattfisch hielt. Als eigenständig erkannte die Trilobiten erst Johann Ernst Immanuel Walch 1771.
1708 wurde Lhuyd als Mitglied in die Royal Society gewählt.

## Ehrungen
Ihm zu Ehren wurde eine fossile Bryozoen-Art Charixa lhuydi (zuerst beschrieben als ‘Membranipora’ lhuydi) benannt.